# Hamar Gergely Róbert
Hamar Gergely Róbert (Budapest, 1980. november 20. –) nívódíjas magyar költő, író és dalszerző. A kortárs magyar költészet egyik színes alakja, a Sokatmondó című magyar–angol nyelvű verseskötet szerzője. Írói karrierje 2002-ben az Accordia Kiadó irodalmi pályázatának részvételével indult el, ám első nagyobb sikerét az Amerikai Egyesült Államokba való áttelepülése után a Lovers (Szeretők) című műve hozta meg 2006-ban. A könyv kritikailag elismerést nyert, és a világ legnagyobb internetes könyvterjesztői is árulták. Számos írói díjat nyert el eddig műveivel. Az International Society of Poets-nek (Nemzetközi Költők Szövetsége), Academy of American Poets-nek (Amerikai Költők Akadémiája), a Poetry Society of America-nak (Amerika Költészet Szövetsége) és az AKIOSZ-nak (Alkotó Írók és Képzőművészek Országos Szövetsége) a tagja. Rendszeres támogatója az AIDS kutatással foglalkozó jótékonysági nonprofit szervezeteknek.

## Élete
Hamar Gergely Róbert édesapja szállítmányozási vállalkozó majd kamionsofőr, édesanyja műtárgybecsüsi szakon végzett. Mikor kisgyermekkorában anyagi nehézségek miatt a szülei Kazahsztánban dolgoztak, három éven keresztül anyai nagyanyja, Mária nevelte. Miután szülei visszaköltöztek az országba, tinédzserként számos ország kultúrájával ismerkedhetett meg a családi utazások és a szülők kiterjedt baráti köre réven. Európa számos országán túl, Malajziába és Ausztráliába is eljutott.
Középiskolásként a monori József Attila Hatosztályos Gimnázium irodalom tagozatos diákja lett, a negyedévet cserediákként az Amerikai Egyesült Államokban, Nebraskában végezte el. A helyi újságnál (Bear Tracks Newspaper) újságíróként dolgozott 1998 és 1999 között. Munkája révén Washingtonba is eljutott, itt a lap 7. helyet nyert az amatőr újságok pályázatán. Az iskolai évkönyv segédszerkesztőjeként bronzmedállal ismerték el munkáját.
Érettségijét angolul Nebraskában és magyarul Budapesten egyaránt letette. Ez idő tájt születtek meg első versei és egyéb alkotásai is, amelyeket különböző színházi és egyéb diáknapi rendezvényeken olvasott fel először. Legfőbb támogatója az írás terén nagymamája volt.
Az ő 2000-ben bekövetkezett hirtelen halála nagyon megviselte az írót, ez kihatott karrierjének egészére. Első könyvét, a Sokatmondót az ő emlékének dedikálta.
2002-ben a Dorothy Elderdice ösztöndíj elnyerése után a Maryland-i McDaniel College nevezetű művészeti egyetem diákja lett. summa cum laudéval diplomázott kommunikáció, média és színházművészet szakon 2004 májusában.
2002 óta az Amerikai Egyesült Államokban él.

## Publikációk

### Könyvek

Sokatmondó

2002-ben az Accordia Kiadó irodalmi pályázatán munkái a kiadó Nívódíját nyerték el, különösképpen Hazám című epikus verse vívta ki a szerkesztők osztatlan elismerését. Pár hónapra rá, felajánlottak neki egy szerződést saját verseskötetének megjelentetésére.
- SOKATMONDÓ (2003, Accordia, ISBN 9639502278)

Első könyve, Sokatmondó címmel, 2003. október 7-én jelent meg az Accordia Kiadó gondozásában. A verseskötet (mely magyar és angol nyelvű versekből áll) kritikailag sikeresnek bizonyult. 
Idézet Balázs Tibor szerkesztő könyvhöz írt ajánlójából: 
„Belső harmóniája így lehet teljes, ha most mindent (sokat) kimond, a legnagyobb alázattal a létezés megpróbáltatásai közepette. Mindannyiunk szabadságélménye gazdagodhat Hamar Gergely Róbert szabadságképzeteivel…”
- LOVERS (2006, Publish America, ISBN 1424111676)

Megannyi sikertelen próbálkozás után különböző irodalmi szerkesztőségeknél, első teljes angol nyelvű kéziratát egy neves amerikai könyvkiadó fogadta el végül kiadásra. Második könyve, Lovers címmel, 2006. május 1-jén jelent meg a PublishAmerica, LLLP könyvkiadó nyomtatásában az Egyesült Államokban. A könyvet a világ legnagyobb internetes könyvterjesztői is forgalmazták és még forgalmazzák (Amazon, Barnes & Noble és Borders), illetve Amerikában bizonyos könyvesboltok is árulják mind a mai napig. Bár bestseller státuszt a könyv nem ért el, azonban provokáló és brutálisan őszinte rövid történetei annál nagyobb visszhangot keltettek a könyvkritikusok és az olvasók körében egyaránt. Egy Georgia állambeli magazin szerkesztője azoknak ajánlotta a művet, akik „a 21. század szeretőkkel teli világában meg mindig azon tűnődnek, hogy hova tűnt az igaz szerelem?!”
A könyv 2009 nyarán kemény kötésben is megjelent és Kanadában is kiadták.
| „                      | A költői hitvallás egy művészi önarckép, melyet a szavak festenek színessé a múzsák alkotói pennájával. S a papír szeplőtlen vásznán s a sors alabástromfehér vállán, nyugszik a költő érzékeny lelke, s a szavak iránti szomja s szerelme. | ” |
| – Hamar Gergely Róbert | |   |

- CONFESSIONS OF AN ONNAGATA (2007, Lulu, ISBN 9781435705753)

Harmadik könyve Confessions of an Onnagata címmel 2007 telén jelent meg. A mű angol nyelvű haiku verseskötet, amit a japán kultúra etikai kódja határoz meg. Fő témája a kabuki színház egyik történelmi karaktere, "Onnagata", aki egy olyan férfi színész, aki női karaktereket játszik egész élete során.
A művet a kiadó újra kiadta kis méretű (úgynevezett coffe table book) formájában 2009-ben. A könyvben található tintarajzos és egyéb illusztrációkat az író maga készítette.
A Writer's Digest egyik kritikusa, a következőket írta a műről: "A könyv rendkívül színvonalas és megkapó. Tetszettek a versek és jó érzéssel töltött el egy olyan könyvet a kezemben tartani, amiben a versek olyan jól voltak elmagyarázva és ami igen erős ábrázolást használt. Tartalmilag gondosan és körültekintően szerkesztett alkotás, amit olyasvalaki írt, aki jól ismerte a mű témáját, és aki sokat foglalkozott vele."

### Antológiák
Hamar Gergely Róbert három könyvén kívül számos antológiába írt verseket. Ezek közül az alábbiakban közölték verseit az első oldalon: Touch of Tomorrow, The Best Poems & Poets of 2004, The Best Poets & Poems of 2007 (ezekbe a poetry.com oldal olvasói és Howard Ely főszerkesztő szavazta be az írót), Twilight Musings, Timeless Voices, The International Who’s Who in Poetry és a Centres of Expression.
A teljes lista:
| Antológia                             | Év/Kiadó              | ISBN/Forgalmazó                                     | Versek/Megjegyzés                                                                 |
| ------------------------------------- | --------------------- | --------------------------------------------------- | --------------------------------------------------------------------------------- |
| Kristály                              | 2004, AKIOSZ          | ISBN 9632106008                                     | Sziszifuszi irkafirka, Tűz és víz, Időtlen az idő                                 |
| Óarany tükrök                         | 2004, Accordia        | ISBN 9639502871                                     | A szeretet halála, A végítélet lovasai, Háború, Hullócsillagok, Miért?!           |
| Touch of Tomorrow                     | 2004, Watermark Press | Forgalmazó az International Library of Poetry       | Tangled Up in Love (A könyv a vershez kapcsolódó írói kommentárt is tartalmazza.) |
| The Best Poems & Poets of 2004        | 2005, Watermark Press | Forgalmazó az International Library of Poetry       | Harmony (A könyv a vershez kapcsolódó írói kommentárt is tartalmazza.)            |
| Nyárezüst-szavak                      | 2005, Accordia        | ISBN 9638341084                                     | Ars Poetica, Színes történetek versciklus                                         |
| Twilight Musings                      | 2005, ILOP            | Forgalmazó az International Library of Poetry       | A New Feeling Was Born                                                            |
| Timeless Voices                       | 2006, ILOP            | Forgalmazó az International Library Of Poetry       | Newsflash                                                                         |
| The International Who’s Who in Poetry | 2007, ILOP            | Forgalmazó az International Library of Poetry       | 9/11 (A könyv a vershez kapcsolódó írói kommentárt is tartalmazza.)               |
| Centres of Expression                 | 2007, Noble House     | Forgalmazó a Noble House Publishers Poetry Division | Shall We Dance? (A könyv a vershez kapcsolódó írói kommentárt is tartalmazza.)    |
| Álomlátó fenyvesek                    | 2007, Accordia        | ISBN 9789639824133                                  | Karácsonyi káprázat, Béke, Ünnepi csend, Idill, Kívánság Szentestén               |
| The Best Poems & Poets of 2007        | 2008, ILOP            | Forgalmazó az International Library of Poetry       | Bestseller                                                                        |
| A hajnal kikötői                      | 2010, Accordia        | ISBN 9789639824980                                  | Ifjú Költő                                                                        |

## Színház és zene
Egyetemi évei alatt színházművészetet is tanult kiegészítő szakágként és a marylandi Westminsterben található Theater on the Hill nevű színház számos darabjában vállalt mellék- és főszerepeket.
Ezek többek között a Koldusopera, a Choices, a Macska a forró bádogtetőn, az Angyalok Amerikában, a Rómeó és Júlia, a Médeia és a Hay Fever (a darabot Noël Coward írta) voltak. 2004-ben a Carroll Arts Centerben rendezett Szentivánéji álomban is fellépett.
2008 és 2011 között a Dancewordz nevű balettszínháznak szerzett tíz eredeti zenés darabot, melyekben fel is lépett.
Dalszerzőként az AMERECORD amerikai független lemezkiadó felkérésére Deeply Blue című versét zenésítette meg egy kezdő amerikai énekesnővel, Joan Rochette-tel, ami a Star Route USA válogatásalbumon jelent meg 2007-ben. Az album eladási sikere után felkérték egy vadonatúj dal megírására, ami 2008-ban jelent meg The Rebirth of Love címmel szintén Roachette előadásában.

## Jótékonyság

Az író által 2006-ban tervezett egyik bélyeg jótékony célokra

Egyetemi évei alatt az Egyesült Államok-beli Caroll County ASAP szervezet (AIDS Support Awareness & Prevention) AIDS aktivistájaként segített az AIDS Walk, World AIDS Day, AIDS Quilt Exhibition, és egyéb jótékonysági rendezvények megszervezésében.
2006-ban saját tervezésű termékeivel gyűjtött pénzt különböző nonprofit internetes AIDS szervezeteknek az eladásuk után befolyó összeggel.
2012-ben jótékonysági célokra készített három számos maxi CD-t, mely digitális formában jelent meg A.I.D.S. címmel.

## Díjak, elismerések
- Accordia Kiadó – Nívódíj (2002) – A kiadó irodalmi pályázatán kitűnt alkotásai elismeréseként
- Outstanding Achievement in Poetry Award (2004) – A nemzetközi költők szövetsége a 2004-es philadelphiai konferenciájukon verseit a „Kiemelkedő Eredmény a Költészet Terén” Ezüstserleg Díjjal ismerte el
- Poet of Merit Award (2004) – „Érdemes Művész Díj” – Philadelphia-i közönségdíj a válogatott verseiért
- Editor’s Choice Award – ILOP (2004, 2005, 2006) – Szerkesztő Választása Díj – A Nemzetközi Költők Szövetségének főszerkesztője, Howard Ely háromszor díjazta az írót a szervezetben nyújtott költői munkásságáért
- „Book of the Day on Amazon” – „A nap könyve az Amazonon” a Loversért (2006. július 20.)
- Poet Fellow of Noble House Award (2007) – A Noble House Könyvkiadó Tiszteletbeli Költőtárs Díja kreatív verseinek elismeréseként

## Írószövetségi tagságok
- AKIOSZ írói tagság (2003 – jelen)
- Founding Laureate Member – ILOP (2006) – A Nemzetközi Költők Szövetségének Koszorús Költő alapító tagja
- Poetry Society of America (2007-jelen) – Amerikai Költészet Társaságának tagja
- Associate Member of Academy of American Poets (2007-jelen) – Az Amerikai Akadémia Költőinek társtagja

## Külső hivatkozások
- H. G. Robert - hivatalos oldal
- SoundCloud.com profilja[halott link]
- Poetry.com – nemzetközi költők oldala
- Accordia Kiadó
- Publish America Kiadó
- Hivatalos zene és könyv oldala a Lulun[halott link]